# Ruszcza (województwo świętokrzyskie)
Ruszcza (dawn. Ruszcza Dolna) – wieś w Polsce położona w województwie świętokrzyskim, w powiecie staszowskim, w gminie Połaniec.
Do 1870 istniała gmina Ruszcza Dolna.
W latach 1975–1998 miejscowość administracyjnie należała do województwa tarnobrzeskiego.
We wsi znajduje się zabytkowy dworek szlachecki z przełomu XVIII i XIX wieku z lasem zagospodarowanym parkowo, z kilkusetletnimi topolami i dębami, jeden z nich to Dąb Kościuszko (to drzewo o obwodzie 822 cm w 2014 roku; jego wiek jest szacowany na 500 lat), przy którym wypoczywał generał Tadeusz Kościuszko w drodze do Połańca w wieku XVIII. W miejscowości znajduje się także wiele innych bardzo starych dębów uznanych za pomniki przyrody.
Wieś zlokalizowana jest przy drodze krajowej nr 79.

## Dawne części wsi – obiekty fizjograficzne
W latach 70. XX wieku przyporządkowano i opracowano spis lokalnych części integralnych dla Ruszczy zawarty w tabeli 1.

| Nazwa wsi – miasta | Nazwy części wsi – miasta | Nazwy obiektów fizjograficznych – charakter obiektu |
| ------------------ | --- | --- |
| I. Gromada RUSZCZA | | |
| 1. Ruszcza         | 1. Cegielnia 2. Czworaki 3. Dwór 4. Gajówka 5. Pod Wałem 6. Podlesie 7. Przychody 8. Ruszcza Dolna 9. Za Koliturą 10. Za Ogrodem 11. Zatonie | 1. Błonie — pastwisko, pole 2. Budzieński Gościniec — droga 3. Cegielnia — pole 4. Czworaki — pole 5. Dąbrówka — młody las 6. Grądziel — pole 7. Guleński Las — las 8. Jeziorka — pole 9. Kielnia — pole 10. Koliturka — młody las 11. Koło Budzieńskiego Gościńca — pole 12. Koło Zielonego Gościńca — pole 13. Kowalówka — pole 14. Lugawy — pole 15. Ogrody — pole 16. Ostatnie — pole 17. Pasieka — las 18. Piskornik — kanał 19. Pod Brodkiem — pole 20. Pod Dąbrówką — pole 21. Pod Lasem — pole 22. Pod Psim Dołem — pole 23. Pod Wałem — pole 24. Podlesie — pole 25. Pogorzałek — pole, rowy 26. Poręby — pole 27. Przychody — pole 28. Psi Dół — woda stojąca, staw 29. Rokiciny — pole 30. Stawy — łąki, zarośla, stawy 31. Strugi — łąki, mokradła 32. Średnie — pole 33. Za Ogrodem — pole 34. Za Strugiem — las 35. Zatonie — jezioro, pole 36. Zdzieckie Góry — nieużytki 37. Zielony Gościniec — droga |